# Ruta de Occitania 2020
La 44.ª edición de la competición ciclista Ruta de Occitania (llamado oficialmente: La Route d'Occitanie) fue una carrera de ciclismo en ruta por etapas que se celebró entre el 1 y el 4 de agosto de 2020 en Francia con inicio en la ciudad de Saint-Affrique y final en la ciudad de Rocamadour, sobre una distancia total de 70 kilómetros.
La carrera formó parte del UCI Europe Tour 2020, calendario ciclístico de los Circuitos Continentales UCI, dentro de la categoría 2.1. El vencedor final fue el colombiano Egan Bernal del INEOS. Completaron el podio, como segundo y tercer clasificado respectivamente, los rusos Pavel Sivakov, compañero de equipo del ganador, y Aleksandr Vlasov del Astana.

## Equipos participantes
Tomaron parte en la carrera 21 equipos: 8 de categoría UCI WorldTeam invitados por la organización, 9 de categoría UCI ProTeam y 4 de categoría Continental. Formaron así un pelotón de 147 ciclistas de los que acabaron 129. Los equipos participantes fueron:
| WorldTeams (8)- AG2R La Mondiale - Astana - Bahrain McLaren - CCC Team - Cofidis - Groupama-FDJ - Ineos - Trek-Segafredo ProTeams (9)- Bardiani CSF Faizanè - B&B Hotels-Vital Concept p/b KTM - Caja Rural-Seguros RGA - Circus-Wanty Gobert - Euskaltel-Euskadi - Nippo Delko One Provence - Riwal Readynez - Arkéa-Samsic - Total Direct Énergie Equipos continentales (4)- Bike Aid - Equipo Kern Pharma - Natura4Ever-Roubaix Lille Métropole - Saint Michel-Auber 93 |
| |

## Recorrido
La Ruta de Occitania dispuso de cuatro etapas dividido en tres etapas de media montaña, y una etapa de montaña para un recorrido total de 720 kilómetros.
| Etapa     | Fecha    | Recorrido                            | type                   | Distancia (km) | Ganador          | Líder         |
| --------- | -------- | ------------------------------------ | ---------------------- | -------------- | ---------------- | ------------- |
| 1.ª etapa | 1 de ago | Saint-Affrique – Cazouls-lès-Béziers | etapa de media montaña | 187            | Bryan Coquard    | Bryan Coquard |
| 2.ª etapa | 2 de ago | Carcasona – Cap'Découverte           | etapa escarpada        | 174,5          | Sonny Colbrelli  | Bryan Coquard |
| 3.ª etapa | 3 de ago | Saint-Gaudens – Beyrède-Jumet-Camous | etapa de montaña       | 163,5          | Egan Bernal      | Egan Bernal   |
| 4.ª etapa | 4 de ago | Lectoure – Rocamadour                | etapa escarpada        | 195            | Benoît Cosnefroy | Egan Bernal   |

## Desarrollo de la carrera

### 1.ª etapa
| Saint-Affrique - Cazouls-lès-Béziers | etapa de media montaña | (187 km) |

| \| Clasificación de la etapa \| Clasificación de la etapa \| Clasificación de la etapa \| Clasificación de la etapa \| Clasificación de la etapa \| \| Ciclista \| Ciclista \| Equipo \| Tiempo \| \| \| ------------------------- \| ------------------------- \| -------------------------------- \| ------------------------- \| ------------------------- \| \| 1.º \| Bryan Coquard \| B&B Hotels-Vital Concept p/b KTM \| 4 h 35 min 00 s \| \| \| 2.º \| Elia Viviani \| Cofidis \| + 0 s \| \| \| 3.º \| Sonny Colbrelli \| Bahrain McLaren \| + 0 s \| \| \| 4.º \| Andrea Pasqualon \| Circus-Wanty Gobert \| + 0 s \| \| \| 5.º \| Clément Venturini \| AG2R La Mondiale \| + 0 s \| \| \| 6.º \| Egan Bernal \| Team Ineos \| + 0 s \| \| \| 7.º \| Josef Černý \| CCC Team \| + 0 s \| \| \| 8.º \| Romain Bardet \| AG2R La Mondiale \| + 0 s \| \| \| 9.º \| Anthony Maldonado \| Saint Michel-Auber 93 \| + 0 s \| \| \| 10.º \| Nick van der Lijke \| Riwal Readynez \| + 0 s \| \| |                    |                                  |                 |
| |                    |                                  |                 |
| Fuente: ProCyclingStats |                    |                                  |                 |
| Clasificación de la etapa |                    |                                  |                 |
| Ciclista | Ciclista           | Equipo                           | Tiempo          |
| 1.º | Bryan Coquard      | B&B Hotels-Vital Concept p/b KTM | 4 h 35 min 00 s |
| 2.º | Elia Viviani       | Cofidis                          | + 0 s           |
| 3.º | Sonny Colbrelli    | Bahrain McLaren                  | + 0 s           |
| 4.º | Andrea Pasqualon   | Circus-Wanty Gobert              | + 0 s           |
| 5.º | Clément Venturini  | AG2R La Mondiale                 | + 0 s           |
| 6.º | Egan Bernal        | Team Ineos                       | + 0 s           |
| 7.º | Josef Černý        | CCC Team                         | + 0 s           |
| 8.º | Romain Bardet      | AG2R La Mondiale                 | + 0 s           |
| 9.º | Anthony Maldonado  | Saint Michel-Auber 93            | + 0 s           |
| 10.º | Nick van der Lijke | Riwal Readynez                   | + 0 s           |

| \| Clasificación general \| Clasificación general \| Clasificación general \| Clasificación general \| Clasificación general \| \| Ciclista \| Ciclista \| Equipo \| Tiempo \| \| \| --------------------- \| --------------------- \| -------------------------------- \| --------------------- \| --------------------- \| \| 1.º \| Bryan Coquard \| B&B Hotels-Vital Concept p/b KTM \| 4 h 34 min 50 s \| \| \| 2.º \| Elia Viviani \| Cofidis \| + 4 s \| \| \| 3.º \| Lilian Calmejane \| Total Direct Énergie \| + 5 s \| \| \| 4.º \| Sonny Colbrelli \| Bahrain McLaren \| + 6 s \| \| \| 5.º \| Andreas Kron \| Riwal Readynez \| + 9 s \| \| \| 6.º \| Andrea Pasqualon \| Circus-Wanty Gobert \| + 10 s \| \| \| 7.º \| Clément Venturini \| AG2R La Mondiale \| + 10 s \| \| \| 8.º \| Egan Bernal \| Team Ineos \| + 10 s \| \| \| 9.º \| Josef Černý \| CCC Team \| + 10 s \| \| \| 10.º \| Romain Bardet \| AG2R La Mondiale \| + 10 s \| \| |                   |                                  |                 |
| |                   |                                  |                 |
| Fuente: ProCyclingStats |                   |                                  |                 |
| Clasificación general |                   |                                  |                 |
| Ciclista | Ciclista          | Equipo                           | Tiempo          |
| 1.º | Bryan Coquard     | B&B Hotels-Vital Concept p/b KTM | 4 h 34 min 50 s |
| 2.º | Elia Viviani      | Cofidis                          | + 4 s           |
| 3.º | Lilian Calmejane  | Total Direct Énergie             | + 5 s           |
| 4.º | Sonny Colbrelli   | Bahrain McLaren                  | + 6 s           |
| 5.º | Andreas Kron      | Riwal Readynez                   | + 9 s           |
| 6.º | Andrea Pasqualon  | Circus-Wanty Gobert              | + 10 s          |
| 7.º | Clément Venturini | AG2R La Mondiale                 | + 10 s          |
| 8.º | Egan Bernal       | Team Ineos                       | + 10 s          |
| 9.º | Josef Černý       | CCC Team                         | + 10 s          |
| 10.º | Romain Bardet     | AG2R La Mondiale                 | + 10 s          |

### 2.ª etapa
| Carcasona - Cap'Découverte | etapa escarpada | (174,5 km) |

| \| Clasificación de la etapa \| Clasificación de la etapa \| Clasificación de la etapa \| Clasificación de la etapa \| Clasificación de la etapa \| \| Ciclista \| Ciclista \| Equipo \| Tiempo \| \| \| ------------------------- \| ------------------------- \| -------------------------------- \| ------------------------- \| ------------------------- \| \| 1.º \| Sonny Colbrelli \| Bahrain McLaren \| 4 h 22 min 22 s \| \| \| 2.º \| Bryan Coquard \| B&B Hotels-Vital Concept p/b KTM \| + 0 s \| \| \| 3.º \| Niccolò Bonifazio \| Total Direct Énergie \| + 0 s \| \| \| 4.º \| Arvid de Kleijn \| Riwal Readynez \| + 0 s \| \| \| 5.º \| Clément Venturini \| AG2R La Mondiale \| + 0 s \| \| \| 6.º \| Andrea Pasqualon \| Circus-Wanty Gobert \| + 0 s \| \| \| 7.º \| Matteo Malucelli \| Caja Rural-Seguros RGA \| + 0 s \| \| \| 8.º \| Elia Viviani \| Cofidis \| + 0 s \| \| \| 9.º \| Warren Barguil \| Arkéa-Samsic \| + 0 s \| \| \| 10.º \| David González López \| Caja Rural-Seguros RGA \| + 0 s \| \| |                      |                                  |                 |
| |                      |                                  |                 |
| Fuente: ProCyclingStats |                      |                                  |                 |
| Clasificación de la etapa |                      |                                  |                 |
| Ciclista | Ciclista             | Equipo                           | Tiempo          |
| 1.º | Sonny Colbrelli      | Bahrain McLaren                  | 4 h 22 min 22 s |
| 2.º | Bryan Coquard        | B&B Hotels-Vital Concept p/b KTM | + 0 s           |
| 3.º | Niccolò Bonifazio    | Total Direct Énergie             | + 0 s           |
| 4.º | Arvid de Kleijn      | Riwal Readynez                   | + 0 s           |
| 5.º | Clément Venturini    | AG2R La Mondiale                 | + 0 s           |
| 6.º | Andrea Pasqualon     | Circus-Wanty Gobert              | + 0 s           |
| 7.º | Matteo Malucelli     | Caja Rural-Seguros RGA           | + 0 s           |
| 8.º | Elia Viviani         | Cofidis                          | + 0 s           |
| 9.º | Warren Barguil       | Arkéa-Samsic                     | + 0 s           |
| 10.º | David González López | Caja Rural-Seguros RGA           | + 0 s           |

| \| Clasificación general \| Clasificación general \| Clasificación general \| Clasificación general \| Clasificación general \| \| Ciclista \| Ciclista \| Equipo \| Tiempo \| \| \| --------------------- \| --------------------- \| -------------------------------- \| --------------------- \| --------------------- \| \| 1.º \| Bryan Coquard \| B&B Hotels-Vital Concept p/b KTM \| 8 h 57 min 07 s \| \| \| 2.º \| Sonny Colbrelli \| Bahrain McLaren \| + 2 s \| \| \| 3.º \| Elia Viviani \| Cofidis \| + 10 s \| \| \| 4.º \| Lilian Calmejane \| Total Direct Énergie \| + 11 s \| \| \| 5.º \| Niccolò Bonifazio \| Total Direct Énergie \| + 12 s \| \| \| 6.º \| Michał Paluta \| CCC Team \| + 12 s \| \| \| 7.º \| Emil Vinjebo \| Riwal Readynez \| + 12 s \| \| \| 8.º \| Ibai Azurmendi \| Euskaltel-Euskadi \| + 15 s \| \| \| 9.º \| Andreas Kron \| Riwal Readynez \| + 15 s \| \| \| 10.º \| Clément Venturini \| AG2R La Mondiale \| + 16 s \| \| |                   |                                  |                 |
| |                   |                                  |                 |
| Fuente: ProCyclingStats |                   |                                  |                 |
| Clasificación general |                   |                                  |                 |
| Ciclista | Ciclista          | Equipo                           | Tiempo          |
| 1.º | Bryan Coquard     | B&B Hotels-Vital Concept p/b KTM | 8 h 57 min 07 s |
| 2.º | Sonny Colbrelli   | Bahrain McLaren                  | + 2 s           |
| 3.º | Elia Viviani      | Cofidis                          | + 10 s          |
| 4.º | Lilian Calmejane  | Total Direct Énergie             | + 11 s          |
| 5.º | Niccolò Bonifazio | Total Direct Énergie             | + 12 s          |
| 6.º | Michał Paluta     | CCC Team                         | + 12 s          |
| 7.º | Emil Vinjebo      | Riwal Readynez                   | + 12 s          |
| 8.º | Ibai Azurmendi    | Euskaltel-Euskadi                | + 15 s          |
| 9.º | Andreas Kron      | Riwal Readynez                   | + 15 s          |
| 10.º | Clément Venturini | AG2R La Mondiale                 | + 16 s          |

### 3.ª etapa
| Saint-Gaudens - Beyrède-Jumet-Camous | etapa de montaña | (163,5 km) |

| \| Clasificación de la etapa \| Clasificación de la etapa \| Clasificación de la etapa \| Clasificación de la etapa \| Clasificación de la etapa \| \| Ciclista \| Ciclista \| Equipo \| Tiempo \| \| \| ------------------------- \| ------------------------- \| ------------------------- \| ------------------------- \| ------------------------- \| \| 1.º \| Egan Bernal \| Team Ineos \| 4 h 36 min 44 s \| \| \| 2.º \| Pavel Sivakov \| Team Ineos \| + 10 s \| \| \| 3.º \| Aleksandr Vlásov \| Astana \| + 17 s \| \| \| 4.º \| Thibaut Pinot \| Groupama-FDJ \| + 31 s \| \| \| 5.º \| Bauke Mollema \| Trek-Segafredo \| + 1 min 05 s \| \| \| 6.º \| Warren Barguil \| Arkéa-Samsic \| + 1 min 09 s \| \| \| 7.º \| Richie Porte \| Trek-Segafredo \| + 1 min 11 s \| \| \| 8.º \| Romain Bardet \| AG2R La Mondiale \| + 1 min 18 s \| \| \| 9.º \| Sébastien Reichenbach \| Groupama-FDJ \| + 1 min 39 s \| \| \| 10.º \| Rafa Valls \| Bahrain McLaren \| + 1 min 39 s \| \| |                       |                  |                 |
| |                       |                  |                 |
| Fuente: ProCyclingStats |                       |                  |                 |
| Clasificación de la etapa |                       |                  |                 |
| Ciclista | Ciclista              | Equipo           | Tiempo          |
| 1.º | Egan Bernal           | Team Ineos       | 4 h 36 min 44 s |
| 2.º | Pavel Sivakov         | Team Ineos       | + 10 s          |
| 3.º | Aleksandr Vlásov      | Astana           | + 17 s          |
| 4.º | Thibaut Pinot         | Groupama-FDJ     | + 31 s          |
| 5.º | Bauke Mollema         | Trek-Segafredo   | + 1 min 05 s    |
| 6.º | Warren Barguil        | Arkéa-Samsic     | + 1 min 09 s    |
| 7.º | Richie Porte          | Trek-Segafredo   | + 1 min 11 s    |
| 8.º | Romain Bardet         | AG2R La Mondiale | + 1 min 18 s    |
| 9.º | Sébastien Reichenbach | Groupama-FDJ     | + 1 min 39 s    |
| 10.º | Rafa Valls            | Bahrain McLaren  | + 1 min 39 s    |

| \| Clasificación general \| Clasificación general \| Clasificación general \| Clasificación general \| Clasificación general \| \| Ciclista \| Ciclista \| Equipo \| Tiempo \| \| \| --------------------- \| --------------------- \| --------------------- \| --------------------- \| --------------------- \| \| 1.º \| Egan Bernal \| Team Ineos \| 13 h 33 min 57 s \| \| \| 2.º \| Pavel Sivakov \| Team Ineos \| + 14 s \| \| \| 3.º \| Aleksandr Vlásov \| Astana \| + 23 s \| \| \| 4.º \| Thibaut Pinot \| Groupama-FDJ \| + 41 s \| \| \| 5.º \| Bauke Mollema \| Trek-Segafredo \| + 1 min 15 s \| \| \| 6.º \| Warren Barguil \| Arkéa-Samsic \| + 1 min 19 s \| \| \| 7.º \| Richie Porte \| Trek-Segafredo \| + 1 min 21 s \| \| \| 8.º \| Romain Bardet \| AG2R La Mondiale \| + 1 min 28 s \| \| \| 9.º \| Rafa Valls \| Bahrain McLaren \| + 1 min 49 s \| \| \| 10.º \| Sébastien Reichenbach \| Groupama-FDJ \| + 1 min 49 s \| \| |                       |                  |                  |
| |                       |                  |                  |
| Fuente: ProCyclingStats |                       |                  |                  |
| Clasificación general |                       |                  |                  |
| Ciclista | Ciclista              | Equipo           | Tiempo           |
| 1.º | Egan Bernal           | Team Ineos       | 13 h 33 min 57 s |
| 2.º | Pavel Sivakov         | Team Ineos       | + 14 s           |
| 3.º | Aleksandr Vlásov      | Astana           | + 23 s           |
| 4.º | Thibaut Pinot         | Groupama-FDJ     | + 41 s           |
| 5.º | Bauke Mollema         | Trek-Segafredo   | + 1 min 15 s     |
| 6.º | Warren Barguil        | Arkéa-Samsic     | + 1 min 19 s     |
| 7.º | Richie Porte          | Trek-Segafredo   | + 1 min 21 s     |
| 8.º | Romain Bardet         | AG2R La Mondiale | + 1 min 28 s     |
| 9.º | Rafa Valls            | Bahrain McLaren  | + 1 min 49 s     |
| 10.º | Sébastien Reichenbach | Groupama-FDJ     | + 1 min 49 s     |

### 4.ª etapa
| Lectoure - Rocamadour | etapa escarpada | (195 km) |

| \| Clasificación de la etapa \| Clasificación de la etapa \| Clasificación de la etapa \| Clasificación de la etapa \| Clasificación de la etapa \| \| Ciclista \| Ciclista \| Equipo \| Tiempo \| \| \| ------------------------- \| ------------------------- \| ------------------------- \| ------------------------- \| ------------------------- \| \| 1.º \| Benoît Cosnefroy \| AG2R La Mondiale \| 4 h 23 min 28 s \| \| \| 2.º \| Bauke Mollema \| Trek-Segafredo \| + 2 s \| \| \| 3.º \| Thibaut Pinot \| Groupama-FDJ \| + 2 s \| \| \| 4.º \| Egan Bernal \| Team Ineos \| + 2 s \| \| \| 5.º \| Aleksandr Vlásov \| Astana \| + 2 s \| \| \| 6.º \| Alexis Vuillermoz \| AG2R La Mondiale \| + 7 s \| \| \| 7.º \| Pavel Sivakov \| Team Ineos \| + 7 s \| \| \| 8.º \| Richie Porte \| Trek-Segafredo \| + 7 s \| \| \| 9.º \| Rafa Valls \| Bahrain McLaren \| + 10 s \| \| \| 10.º \| Warren Barguil \| Arkéa-Samsic \| + 12 s \| \| |                   |                  |                 |
| |                   |                  |                 |
| Fuente: ProCyclingStats |                   |                  |                 |
| Clasificación de la etapa |                   |                  |                 |
| Ciclista | Ciclista          | Equipo           | Tiempo          |
| 1.º | Benoît Cosnefroy  | AG2R La Mondiale | 4 h 23 min 28 s |
| 2.º | Bauke Mollema     | Trek-Segafredo   | + 2 s           |
| 3.º | Thibaut Pinot     | Groupama-FDJ     | + 2 s           |
| 4.º | Egan Bernal       | Team Ineos       | + 2 s           |
| 5.º | Aleksandr Vlásov  | Astana           | + 2 s           |
| 6.º | Alexis Vuillermoz | AG2R La Mondiale | + 7 s           |
| 7.º | Pavel Sivakov     | Team Ineos       | + 7 s           |
| 8.º | Richie Porte      | Trek-Segafredo   | + 7 s           |
| 9.º | Rafa Valls        | Bahrain McLaren  | + 10 s          |
| 10.º | Warren Barguil    | Arkéa-Samsic     | + 12 s          |

## Clasificaciones finales
- Las clasificaciones finalizaron de la siguiente forma:[5]

### Clasificación general
| \| Clasificación general \| Clasificación general \| Clasificación general \| Clasificación general \| Clasificación general \| \| Ciclista \| Ciclista \| Equipo \| Tiempo \| \| \| --------------------- \| --------------------- \| --------------------- \| --------------------- \| --------------------- \| \| 1.º \| Egan Bernal \| Team Ineos \| 17 h 57 min 25 s \| \| \| 2.º \| Pavel Sivakov \| Team Ineos \| + 19 s \| \| \| 3.º \| Aleksandr Vlásov \| Astana \| + 23 s \| \| \| 4.º \| Thibaut Pinot \| Groupama-FDJ \| + 37 s \| \| \| 5.º \| Bauke Mollema \| Trek-Segafredo \| + 1 min 09 s \| \| \| 6.º \| Richie Porte \| Trek-Segafredo \| + 1 min 26 s \| \| \| 7.º \| Warren Barguil \| Arkéa-Samsic \| + 1 min 27 s \| \| \| 8.º \| Romain Bardet \| AG2R La Mondiale \| + 1 min 53 s \| \| \| 9.º \| Rafa Valls \| Bahrain McLaren \| + 1 min 57 s \| \| \| 10.º \| Sébastien Reichenbach \| Groupama-FDJ \| + 2 min 00 s \| \| |                       |                  |                  |
| |                       |                  |                  |
| Fuente: ProCyclingStats |                       |                  |                  |
| Clasificación general |                       |                  |                  |
| Ciclista | Ciclista              | Equipo           | Tiempo           |
| 1.º | Egan Bernal           | Team Ineos       | 17 h 57 min 25 s |
| 2.º | Pavel Sivakov         | Team Ineos       | + 19 s           |
| 3.º | Aleksandr Vlásov      | Astana           | + 23 s           |
| 4.º | Thibaut Pinot         | Groupama-FDJ     | + 37 s           |
| 5.º | Bauke Mollema         | Trek-Segafredo   | + 1 min 09 s     |
| 6.º | Richie Porte          | Trek-Segafredo   | + 1 min 26 s     |
| 7.º | Warren Barguil        | Arkéa-Samsic     | + 1 min 27 s     |
| 8.º | Romain Bardet         | AG2R La Mondiale | + 1 min 53 s     |
| 9.º | Rafa Valls            | Bahrain McLaren  | + 1 min 57 s     |
| 10.º | Sébastien Reichenbach | Groupama-FDJ     | + 2 min 00 s     |

### Clasificación de la montaña
| Clasificación de la montaña | Clasificación de la montaña | Clasificación de la montaña | Clasificación de la montaña | Clasificación de la montaña |
| Ciclista                    | Ciclista                    | Equipo                      | Puntos                      |                             |
| --------------------------- | --------------------------- | --------------------------- | --------------------------- | --------------------------- |
| 1.º                         | Lilian Calmejane            | Total Direct Énergie        | 33 pts                      |                             |
| 2.º                         | Harold Tejada               | Astana                      | 20 pts                      |                             |
| 3.º                         | Georg Zimmermann            | CCC Team                    | 17 pts                      |                             |
| 4.º                         | Julien Bernard              | Trek-Segafredo              | 16 pts                      |                             |
| 5.º                         | Egan Bernal                 | Team Ineos                  | 12 pts                      |                             |

### Clasificación de los puntos
| Clasificación por puntos | Clasificación por puntos | Clasificación por puntos         | Clasificación por puntos | Clasificación por puntos |
| Ciclista                 | Ciclista                 | Equipo                           | Puntos                   |                          |
| ------------------------ | ------------------------ | -------------------------------- | ------------------------ | ------------------------ |
| 1.º                      | Egan Bernal              | Team Ineos                       | 37 pts                   |                          |
| 2.º                      | Bryan Coquard            | B&B Hotels-Vital Concept p/b KTM | 37 pts                   |                          |
| 3.º                      | Sonny Colbrelli          | Bahrain McLaren                  | 35 pts                   |                          |
| 4.º                      | Elia Viviani             | Cofidis                          | 25 pts                   |                          |
| 5.º                      | Andrea Pasqualon         | Circus-Wanty Gobert              | 23 pts                   |                          |

### Clasificación de los jóvenes
| Clasificación del mejor joven | Clasificación del mejor joven | Clasificación del mejor joven | Clasificación del mejor joven | Clasificación del mejor joven |
| Ciclista                      | Ciclista                      | Equipo                        | Tiempo                        |                               |
| ----------------------------- | ----------------------------- | ----------------------------- | ----------------------------- | ----------------------------- |
| 1.º                           | Egan Bernal                   | Team Ineos                    | 17 h 57 min 27 s              |                               |
| 2.º                           | Pavel Sivakov                 | Team Ineos                    | + 19 s                        |                               |
| 3.º                           | Aleksandr Vlásov              | Astana                        | + 23 s                        |                               |
| 4.º                           | Rémy Rochas                   | Nippo-Delko One Provence      | + 2 min 15 s                  |                               |
| 5.º                           | Valentin Madouas              | Groupama-FDJ                  | + 2 min 52 s                  |                               |

### Clasificación por equipos
| Clasificación por equipos | Clasificación por equipos | Clasificación por equipos | Clasificación por equipos |
| Equipo                    | Equipo                    | Tiempo                    |                           |
| ------------------------- | ------------------------- | ------------------------- | ------------------------- |
| 1.º                       | Trek-Segafredo            | 53 h 57 min 51 s          |                           |
| 2.º                       | Groupama-FDJ              | + 9 s                     |                           |
| 3.º                       | AG2R La Mondiale          | + 59 s                    |                           |
| 4.º                       | Astana                    | + 2 min 51 s              |                           |
| 5.º                       | Ineos                     | + 3 min 00 s              |                           |

## Evolución de las clasificaciones
| Etapa                   | Vencedor                | Clasificación general | Clasificación de la montaña | Clasificación de los puntos | Clasificación de los jóvenes | Clasificación por equipos |
| ----------------------- | ----------------------- | --------------------- | --------------------------- | --------------------------- | ---------------------------- | ------------------------- |
| 1.ª                     | Bryan Coquard           | Bryan Coquard         | Andreas Kron                | Bryan Coquard               | Andreas Kron                 | AG2R La Mondiale          |
| 2.ª                     | Sonny Colbrelli         | Bryan Coquard         | Andreas Kron                | Bryan Coquard               | Michał Paluta                | AG2R La Mondiale          |
| 3.ª                     | Egan Bernal             | Egan Bernal           | Lilian Calmejane            | Bryan Coquard               | Egan Bernal                  | Groupama-FDJ              |
| 4.ª                     | Benoît Cosnefroy        | Egan Bernal           | Lilian Calmejane            | Egan Bernal                 | Egan Bernal                  | Trek-Segafredo            |
| Clasificaciones finales | Clasificaciones finales | Egan Bernal           | Lilian Calmejane            | Egan Bernal                 | Egan Bernal                  | Trek-Segafredo            |

## Ciclistas participantes y posiciones finales
Convenciones:
- AB-N: Abandono en la etapa "N"
- FLT-N: Retiro por llegada fuera del límite de tiempo en la etapa "N"
- NTS-N: No tomó la salida para la etapa "N"
- DES-N: Descalificado o expulsado en la etapa "N"

## UCI World Ranking
La Ruta de Occitania otorgó puntos para el UCI World Ranking para corredores de los equipos en las categorías UCI WorldTeam, UCI ProTeam y Continental. Las siguientes tablas son el baremo de puntuación y los 10 corredores que obtuvieron más puntos:
| Posición              | 1.º | 2.º | 3.º | 4.º | 5.º | 6.º | 7.º | 8.º | 9.º | 10.º | 11.º | 12.º | 13.º-15.º | 16.º-25.º |
| Clasificación general | 125 | 85  | 70  | 60  | 50  | 40  | 35  | 30  | 25  | 20   | 15   | 10   | 5         | 3         |
| Por etapa             | 14  | 5   | 3   |     |     |     |     |     |     |      |      |      |           |           |
| Líder                 | 3   |     |     |     |     |     |     |     |     |      |      |      |           |           |

| Clasificación |                  |                                  |         |       |       |       |
| Posición      | Ciclista         | Equipo                           | General | Etapa | Líder | Total |
| ------------- | ---------------- | -------------------------------- | ------- | ----- | ----- | ----- |
| 1.º           | Egan Bernal      | INEOS                            | 125     | 14    | 3     | 142   |
| 2.º           | Pavel Sivakov    | INEOS                            | 85      | 5     | -     | 90    |
| 3.º           | Aleksandr Vlasov | Astana                           | 70      | 3     | -     | 73    |
| 4.º           | Thibaut Pinot    | Groupama-FDJ                     | 60      | 3     | -     | 63    |
| 5.º           | Bauke Mollema    | Trek-Segafredo                   | 50      | 5     | -     | 55    |
| 6.º           | Richie Porte     | Trek-Segafredo                   | 40      | -     | -     | 40    |
| 7.º           | Warren Barguil   | Arkéa Samsic                     | 35      | -     | -     | 35    |
| 8.º           | Romain Bardet    | AG2R La Mondiale                 | 30      | -     | -     | 30    |
| 9.º           | Rafa Valls       | Bahrain McLaren                  | 25      | -     | -     | 25    |
| 10.º          | Bryan Coquard    | B&B Hotels-Vital Concept p/b KTM | -       | 19    | 6     | 25    |